# ساشا مارينكوفيتش
ساشا مارينكوفيتش هو لاعب كرة قدم صربي في مركز الوسط، ولد في 15 أكتوبر 1986 في جمهورية يوغوسلافيا الاشتراكية الاتحادية. لعب مع بي أيه إس كيه بيوغراد.

## وصلات خارجية
- ساشا مارينكوفيتش على موقع قاعدة بيانات كرة القدم.إي يو (الإنجليزية)
- ساشا مارينكوفيتش على موقع Soccerway.com (الإنجليزية)